# Al Ain Club
Der al Ain Sports & Culture Club (arabisch نادي العين, DMG Nādī al-ʿAin) ist ein 1968 gegründeter Fußballverein aus al-Ain in den Vereinigten Arabischen Emiraten. Der Verein spielt aktuell in der UAE Pro League, der höchsten Fußballliga des Landes. Gleichzeitig ist al Ain Rekordmeister der Liga mit 13 Meisterschaften.

## Geschichte
Den größten Erfolg feierte al Ain 2003 mit dem Gewinn der AFC Champions League. Im Finale bezwang man BEC-Tero Sasana aus Thailand. 2005 scheiterte die Mannschaft gegen den Sieger von 2004, Ittihad FC, im Finale und wurde Zweiter. al Ain trägt seine Heimspiele sowohl im Tahnon-Bin-Mohammed-Stadion als auch im Sheikh Khalifa International Stadion aus.
Im Dezember 2007 wurde der Deutsche Winfried Schäfer Trainer des Vereins. Mit al Ain gewann er 2009 den Etisalat Emirates Cup und den UAE President’s Cup. Die Verantwortlichen des Vereins verlängerten daraufhin den Vertrag mit Schäfer bis 2010, lösten ihn allerdings kurze Zeit später auf. Bis zum 14. April 2010 war der Brasilianer Toninho Cerezo Trainer der Mannschaft.
Anfang Juni 2011 unterschrieb der Rumäne Cosmin Olăroiu einen Zweijahresvertrag als Cheftrainer.

## Erfolge
- UAE Pro League: 1976/77, 1980/81, 1983/84, 1992/93, 1997/98, 1999/2000, 2001/02, 2002/03, 2003/04, 2011/12, 2012/13, 2014/15, 2017/18, 2021/22[4]
- UAE President’s Cup: 1998/99, 2000/01, 2004/05, 2005/06, 2008/09, 2013/14, 2017/18
- UAE Arabian Gulf Super Cup: 2009, 2012, 2015
- UAE Arabian Gulf Cup (Ligapokal): 2008/09, 2021/22
- AFC Champions League: 2002/03, 2023/24
- FIFA-Klub-Weltmeisterschaft: Finalist 2018
- VAE FA-Pokal (eingestellt): 1992, 2004, 2006
- GCC Champions League (eingestellt): 2001

## Ehemalige Spieler
- Abédi Pelé (1998–2000)
- Kenneth Zeigbo (1999–2000)
- Hossam Hassan (2000)
- Abdul Kader Keïta (2001–2002)
- Boubacar Sanogo (2002–2005)
- Christer Fursth (2003–2004)
- Roberto Acuña (2004)
- Mustapha Hadji (2004–2005)
- Edílson (2004–2005)
- Luis Tejada (2005)
- Nenad Jestrović (2006–2007)
- Nasch'at Akram (2007)
- Hawar Mulla Mohammed (2007–2008)
- Emanuel Obiora Odita (2007–2009)
- Jorge Valdivia (2008–2010)
- Soufiane Alloudi (2007–2011)
- Mirel Rădoi (2011–2014)
- Asamoah Gyan (2011–2015)
- Nasser al-Shamrani (2013–2017)
- Andrij Yarmolenko (2022–2023)

## Trainer
- Zé Mario (1988–1991)
- Amarildo (Juli 1992)
- Ilie Balaci (1998–2000)
- Anghel Iordănescu (2001–2002, Juni 2006 – November 2006)
- Bruno Metsu (2002–2004)
- Alain Perrin (Juli 2004–Oktober 2004)
- Milan Máčala (2005)
- Tite (2006)
- Walter Zenga (Januar 2007 – September 2007)
- Winfried Schäfer (Dezember 2007 – Dezember 2009)
- Toninho Cerezo (Juli 2009 – Mai 2010)
- Abdulhameed al Mishtiki (Mai 2010 – Dezember 2010)
- Alexandre Gallo (Dezember 2010 – Juni 2011)
- Cosmin Olăroiu (Juni 2011 – Juli 2013)
- Jorge Fossati (Juli 2013 – September 2013)
- Quique Sánchez Flores (September 2013 – März 2014)
- Zlatko Dalić (März 2014 – Januar 2017)
- Zoran Mamić (Februar 2017 – Januar 2019)
- Juan Carlos Garrido (Februar 2019 – Mai 2019)
- Ivan Leko (Juli 2019 – Dezember 2019)
- Pedro Emanuel (Januar 2020 – Juni 2021)
- Serhij Rebrow (Juni 2021 – Juni 2023)
- Alfred Schreuder (Juli 2023 – November 2023)
- Hernán Crespo (November 2023 – November 2024)
- Leonardo Jardim (November 2024 – Februar 2025)
- Vladimir Ivić (Februar 2025 – )

## Weitere Sportarten
Neben Fußball gibt es auch Sparten in den Sportarten Volleyball, Schwimmen, Handball, Leichtathletik und Tischtennis.